# مسيرة الحب
مسيرة الحب مجموعة قصصية للكاتبة الكندية الحاصلة على جائزة نوبل في الآداب أليس مونرو، نُشر عام 1986 عن طريق دار النشر الكندية ماكليلاند وستيوارت. يضم الكتاب مجموعة من القصص القصيرة التي تتناول موضوعات مثل العلاقات العائلية، الذاكرة، الحب، والفقدان.
وقد فاز هذا العمل بجائزة الحاكم العام الكندية للأدب الإنجليزي لعام 1986، وهي ثالث مرة تفوز فيها مونرو بهذه الجائزة، مما يؤكد مكانتها البارزة في الأدب الكندي والعالمي.
كان من المقرر في البداية أن يصدر الكتاب عن دار ماكميلان في كندا، خصوصا أنها نشرت كتابي مونرو السابقين. لكن عندما غادر المحرر دوغلاس جيبسون الشركة لينضم إلى دار ماكليلاند وستيوارت، أعادت مونرو المقدم المالي الذي تلقته من ماكميلان، حتى تتمكن من متابعة العمل مع جيبسون في الشركة الجديدة بدلاً من بناء علاقة جديدة مع محرر آخر.   في النهاية، أصبح الكتاب أول إصدار تحت علامة "دوغلاس جيبسون بوكس" الجديدة التابعة لماكليلاند وستيوارت.

## قصص
- "تقدم الحب"
- "الأشنة"
- "السيد ذو القبعتين"
- "مايلز سيتي، مونتانا"
- "يناسب"
- "القمر في حلبة التزلج في شارع أورانج"
- "جيسي وميريبيث"
- "إسكيمو"
- "سلسلة المثليين"
- "دائرة الصلاة"
- "المكب الأبيض"

1. ↑  "Alice Munro – Facts". NobelPrize.org (بالإنجليزية الأمريكية). Archived from the original on 2025-04-17. Retrieved 2025-07-04.
2. ↑  "مسيرة الحب | أليس مونرو | مؤسسة هنداوي". www.hindawi.org (بالإنجليزية). Archived from the original on 2024-11-03. Retrieved 2025-07-02.
3. 1 2 3  Panofsky، Ruth (2012). The Literary Legacy of the Macmillan Company of Canada: Making Books and Mapping Culture. Toronto: University of Toronto Press. ISBN:9780802098771.